# La Bête curieuse
Pour plus de détails, voir Fiche technique et Distribution.
La Bête curieuse  est un téléfilm français de 2016 réalisé par Laurent Perreau, diffusé le 31 mars 2017 sur Arte.

## Synopsis
Céline Klein sort de prison sous liberté conditionnelle. Son beau-père, Michel, lui a trouvé un travail dans un hôtel parisien, sous une fausse identité. Céline s'appelle désormais Héloïse et a passé sept ans au Portugal. À l'hôtel, elle doit trouver sa place entre une collègue qui la voit comme une concurrente et un patron dont la direction a forcé la main pour qu'il l'engage. Le bracelet électronique que Céline tente de cacher lui impose des horaires stricts. Pour se rendre à son travail, elle fait du covoiturage avec Idir et Bruno.

## Fiche technique[1]
- Réalisation : Laurent Perreau
- Scénario : Laurent Perreau, Marcia Romano et Gaëlle Macé
- Musique : Yaron Herman, Bastien Burger
- Image : Céline Bozon
- Décor : Julia Lemaire
- Son : Erwan Kerzanet, Sylvain Malbrant, Olivier Goinard
- Montage : Muriel Breton
- Costumes : Moïra Douguet
- Chargé de programme : Adrienne Fréjacques
- Production : AGAT Films & Cie - Ex Nihilo, ARTE F
- Productrice : Muriel Meynard
- Durée : 91 minutes
- Genre : Drame
- Date de diffusion : 
  - 31 mars 2017 sur Arte

## Distribution
Sauf indication contraire ou complémentaire, les informations mentionnées dans cette section proviennent du générique de fin de l'œuvre audiovisuelle présentée ici.
- Laura Smet : Céline Klein / Héloïse Landon
- Samir Guesmi : Idir
- Laurent Poitrenaux : Pierre Vitrac
- Marie Bunel : Agnès Klein, la mère de Céline
- Naidra Ayadi : Nadia
- India Hair : Élodie
- Micha Lescot : Bruno
- Pablo Cobo : Clément
- Guillaume Marquet : Ruiz
- Julie Sicard : la juge
- Bertrand Lacy : Michel
- Oulaya Amamra : Aïcha
- Lou Prat-Arab : Flore
- Anne Sophie Liban : Camille
- Philippe Onrel
- Francesco Curcio
- Jean-Louis Tilburg
- Angela Pautre
- Delphine Bronzi
- Jossua Guillemin

## Accueil critique
Moustique parle d'un « joli téléfilm, émouvant et mystérieux sur un sujet sensible ». Le Figaro décrit une « œuvre de belle tenue [...] fine, servie par des dialogues ténus et une mise en scène épurée » et salue le réalisateur qui « parvient à créer une atmosphère inquiétante à travers de grands ensembles urbains, déshumanisés » et sa principale interprète, Laura Smet, « sobre et juste ». Le Monde voit dans la réalisation de Laurent Perreau « certains codes issus du documentaire ».

## Réalisation
Laura Smet et Laurent Perreau ont travaillé durant cinq ans sur le projet, avant qu'une chaîne l'accepte. Laura Smet a préparé son rôle notamment en rencontrant des détenues, dont elle a noté l'effet de leur incarcération sur leur physique.

## Récompenses
- 2017 : Pyrénées d'or de la meilleure fiction unitaire au Festival des créations télévisuelles de Luchon[5]
- 2017 : prix de la critique Isabelle Nataf, décerné par les journalistes, au Festival des créations télévisuelles de Luchon[6]